# 便母橋
22°26′45″N 114°03′48″E / 22.44583°N 114.06333°E

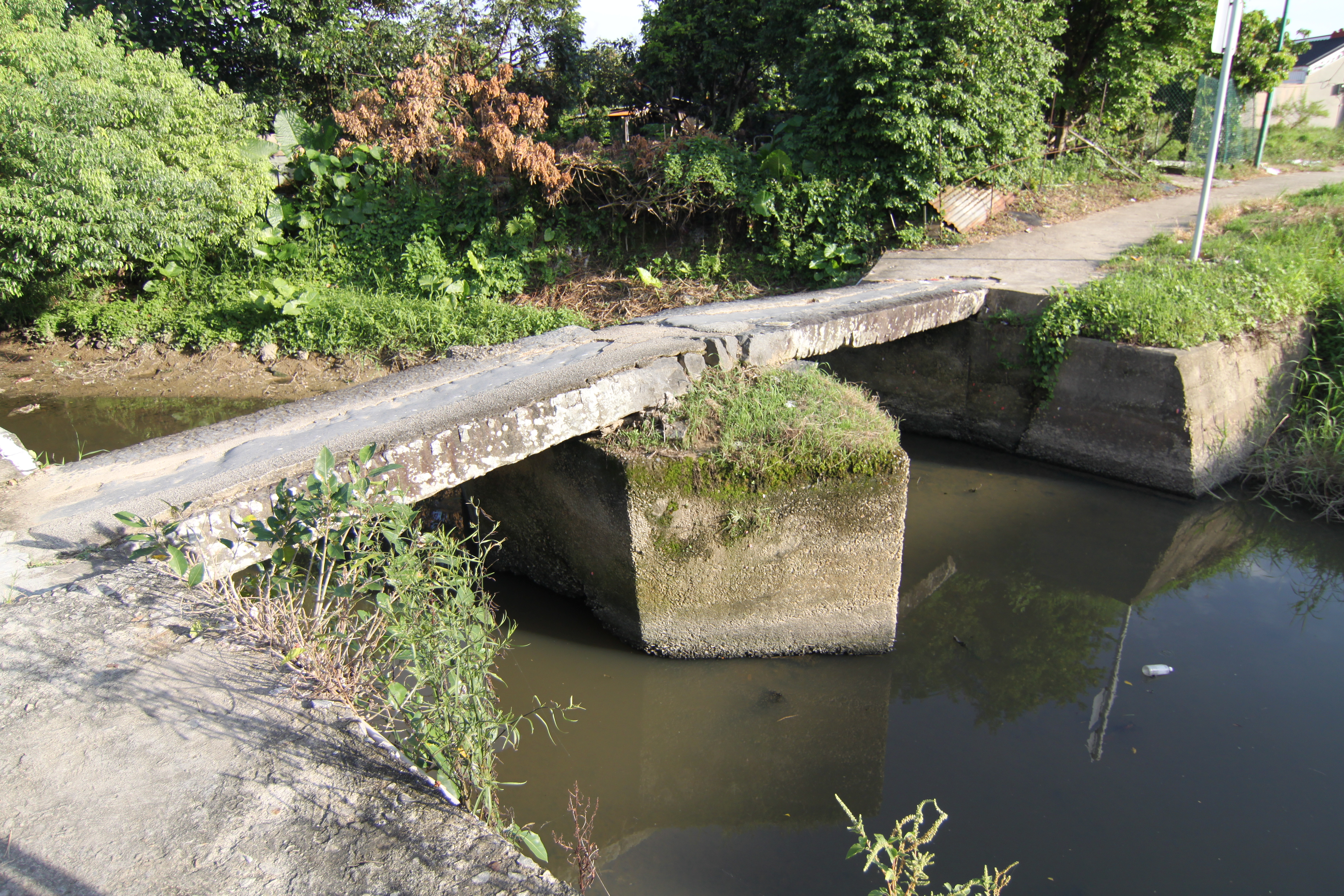
便母橋

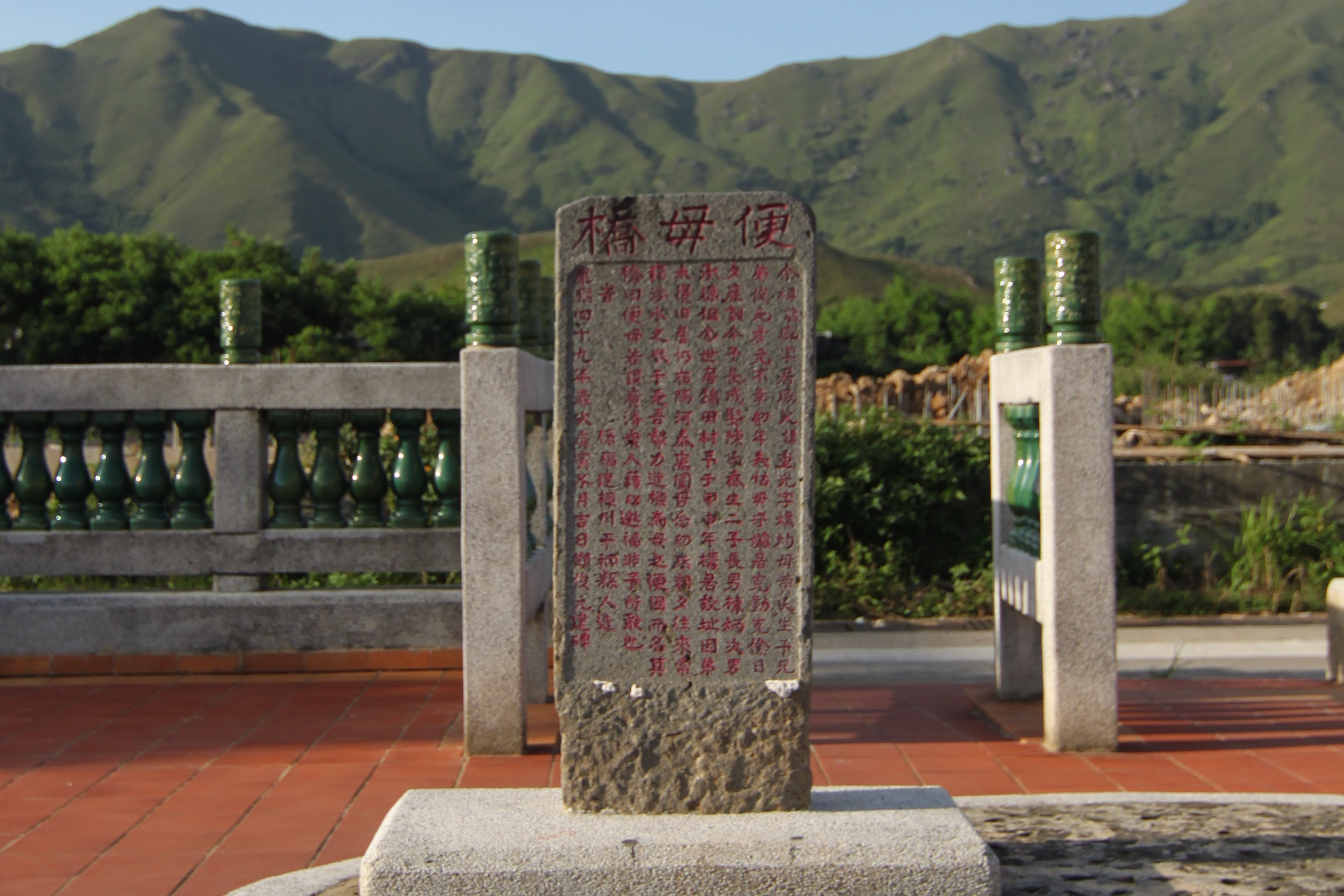
便母橋石碑

便母橋又稱敬母橋，位於香港錦田水頭村，由錦田孝子鄧氏鄧俊元建於康熙43年（1710年），專請從福建漳州聘請精良工匠建造，目的是方便母親過河探望他，建橋共費時6年，於康熙49年（1716年）建成。
橋面鋪有6塊花崗石板，並排放在石墩之上，沒有牢固，可以移動，橋的兩側並沒有欄杆。橋旁奠立的花崗石碑記載了便母橋的歷史。當時俊元的德行廣為傳誦，連清朝中葉編修的《新安縣志》也記載此事。1959年便母橋曾略加修葺，並在橋邊豎立了「重修水頭村便母橋碑記」。2013年，在便母橋旁建造了新便母橋，減輕舊橋的負荷。亦在兩岸把原有的鐵欄換成和新橋一樣的石欄。

## 資料來源
1. ↑  . 香港: 香港史學會. 2011年3月: 頁124–125. ISBN 9789881774309 （中文）.